# Bolygók Egyesült Föderációja
| Elnök:       | Jaresh-Inyo (2375 előtt elhagyta a posztot); Nanietta Bacco (2379-?)                                   |
| Főváros:     | Párizs (Adminisztratív); San Francisco (Törvényhozói), Föld                                            |
| Nyelv:       | Föderációs standard (jelenlegi megfelelője nem ismert, bár gyakran használják az univerzális fordítót) |
| Alapítás:    | 2161. május 8-án vagy 2161. október 11-én (egyik sem szerepel a kánonban)                              |
| Zászlóshajó: | USS Enterprise-E                                                                                       |
| Pénznem:     | Föderációs kredit (Ritkán használják, mert a mindennapi élethez pénz nem szükséges)                    |
| Himnusz:     | MIDI Itt elérhető Archiválva 2006. október 20-i dátummal a Wayback Machine-ben                         |

A Bolygók Egyesült Föderációja (United Federation of Planets) – vagy egyszerűen: Föderáció – szerves része a fikcionális Star Trek-univerzumnak. A Föderációnak több mint 150 tagbolygója és több száz kolóniája van; legtöbbet szereplő tagjai az emberek és a vulkániak. Ezenkívül a Föderációs Csillagflotta felügyeleti szerve.

## Áttekintés

A Bolygók Egyesült Föderációjának címere

A Bolygók Egyesült Föderációját már az eredeti sorozat első évadjában említik. A Star Trek: Kapcsolatfelvétel című filmben pedig már úgy írják le, hogy közel 8 000 fényév hosszan terül el a Tejút-galaxis Alfa- és Béta kvadránsában.
A Star Trek: Az új nemzedék című sorozatból kiderül, hogy a Föderációt 2161-ben alapították. A Star Trek: Enterprise egyes epizódjaiban pedig szó esik arról is, hogy az emberek, a vulkániak, az andóriaiak és a tellariták alapították meg.
A Föderáció államformáját tekintve szövetségi köztársaság. Ez azt jelenti, hogy tagbolygókból áll, amelyeknek mind megvan a saját kormánya. Ezeket a független bolygókat fogja össze egy szövetségi kormány.
Fővárosa a Földön van. Ezek:
- Párizs (adminisztratív)
- San Francisco (törvényhozói)

Néhány fontos dolog:
Föderációs Tanács: a tagbolygók választott küldöttei, San Franciscóban ülésezik, élén az elnökkel, akinek a hivatala Párizsban található
Legfőbb Bíróság: feladata a személyi szabadságjogok védelme és a bíráskodás.
Katonai erő: csillagflotta, több mint 2500 csillaghajóval, központ: San Francisco.
Nemzeti ünnep: föderáció Napja, minden évben ünneplik.

### Kereskedelem
A Föderáció a Ferengikkel kereskedik.

## A Föderáció tagjai
| 1.                                                                         | Aaamazzariták    | 15. | Arkeniták      | 29. | Centauriak       | 43. | Kasheetak        | 57. | Selayek       |
| 2.                                                                         | Akturiánok       | 16. | Atreánok       | 30. | Coridaniták      | 44. | Kazariták        | 58. | Shamin Papjai |
| 3.                                                                         | Alpha-Centauriak | 17. | Bajoriak       | 31. | Cygnetiánok      | 45. | Klaestroniánok   | 59. | Tellariták    |
| 4.                                                                         | Andóriaiak       | 18. | Bandik         | 32. | Deiánok          | 46. | Meduzánok        | 60. | Tessenek      |
| 5.                                                                         | Androzánok       | 19. | Benzitek       | 33. | Deltaiak         | 47. | Megariták        | 61. | Tiburitek     |
| 6.                                                                         | Antedeánok       | 20. | Berelliánok    | 34. | Denobulánok      | 48. | Mynieniek        | 62. | Trillek       |
| 7.                                                                         | Antikaiak        | 21. | Berengariánok  | 35. | Efroziaiak       | 49. | Napeánok         | 63. | Ulliánok      |
| 8.                                                                         | Antoziaiak       | 22. | Betazoidok     | 36. | El Gatarkánok    | 50. | Orioniak         | 64. | Vulkániak     |
| 9.                                                                         | Arbazánok        | 23. | Betelgeuziánok | 37. | Elaysiaiak       | 51. | Peliar Zelliánok | 65. | Xindi         |
| 10.                                                                        | Arkádiaiak       | 24. | Bóliánok       | 38. | Grazeriták       | 52. | Prellariánok     | 66. | Xelatiánok    |
| 11.                                                                        | Arkturiánok      | 25. | Brekonok       | 39. | Haliik           | 53. | Ramatiánok       | 67. | Zakdornok     |
| 12.                                                                        | Ardanánok        | 26. | Binárok        | 40. | Emberek/Terránok | 54. | Rhaandariták     | 68. | Zaldanok      |
| 13.                                                                        | Argelliánok      | 27. | Bzzit Khaht    | 41. | K'normiánok      | 55. | Rigelliaiak      | 69. | Zaranitek     |
| 14.                                                                        | Ariolok          | 28. | Caitiánok      | 42. | Kalandánok       | 56. | Sauriánok        |     |               |
| - A Föderáció alapító tagjai: andóriaiak, emberek, tellariták és vulkániak |                  |     |                |     |                  |     |                  |     |               |

Néhány tagbolygó: 
- ALPHA III
  - Típusa: M
  - Rendszer: Alpha
  - Megjegyzések: az Alpha III törvényei: az egyéni szabadságjogok védelmének iratai itt készültek
- ANDORIA
  - Felvétel éve: 2161 (alapító tag)
  - Típusa: M
  - Ismert faj: andoriai
  - Megjegyzések: az andoriaiak könnyen felismerhetők világoskék bőrükről, és a fejükön lévő két antennáról, igen vad faj
- ANTICA
  - Felvétel éve: 2364
  - Típusa: M
  - Rendszer: Beta Renna
  - Ismert faj: anticai
  - Megjegyzések: az anticaiak nagy méretükről híresek
- ANTOS IV
  - Típusa: M
  - Rendszer: Antos
  - Ismert faj: antosiai
  - Megjegyzések: képesek sejtjeik megváltoztatására, ezáltal bizonyos fokú alakváltásra
- ARBAZAN
  - Típusa: M
  - Ismert faj: arbazai
- ARDANA
  - Típusa: M
  - Központ: Stratos
  - Ismert faj: ardanai faj és troglit alfaj
  - Megjegyzések: a Stratos nevéhez híven az Ardana légkörében található, az ardanaiak azok akik a Stratoson laknak, a troglitok pedig akik a felszín alatt
- ARGELIUS III
  - Típusa: M
  - Rendszer: Argelius
  - Ismert faj: argeliai
  - Megjegyzések: az argeliaiak igen békeszeretőek, 2067-es Nagy Ébredésük óta
- BENZAR
  - Típusa: M
  - Ismert faj: benzit vagy benzenit
- BERENGARIA
  - Típusa: M
  - Ismert faj: berengariai
- BETAZED
  - Típusa: M
  - Ismert faj: betazoid
  - Megjegyzések: a betazoidok telepatikus és empatikus képességeikről híresek
- BOLARUS IX
  - Típusa: M
  - Rendszer: Bolarus
  - Ismert faj: Bolián
  - Megjegyzések: a boliánok könnyen felismerhetőek világoskék színükről, és a testük közepén végigfutó vékony gerincről
- BRE'EL IV
  - Típusa: M
  - Rendszer: Bre'el
- CALDOS
  - Felvétel éve: 2271
  - Típusa: M
  - Központ: New Edinburgh
  - Ismert faj: ember
  - Megjegyzések: a Caldos a Föderáció első próbálkozása arra, hogy megváltoztassák egy bolygó éghajlati és környezeti rendszereit
- CORIDAN
  - Felvétel éve: 2268
  - Típusa: M
  - Ismert faj: Coridaniai
  - Megjegyzések: nagy kiterjedésű természetes dilítium lelőhelyek találhatók rajta
- CYGNET XII
  - Típusa: M
  - Rendszer: Cygnet
  - Megjegyzések: ebben a társadalomban a nők a dominánsak, a bolygó a Csillagflotta egyik hajójavító műhelyének ad otthont
- DELTA IV
  - Típusa: M
  - Rendszer: Delta
  - Ismert faj: deltai
  - Megjegyzések: a deltaiaknak a szemöldökükön és a szempillájukon kívül nincs más testszőrzetük, a deltaiak feromonja minden más fajénál erősebben hat, főként a nem deltaiakra
- FÖLD (Terraként is ismert)
  - Felvétel éve: 2161 (alapító tag)
  - Típusa: M
  - Rendszer: Nap
  - Ismert faj: ember (terrai)
  - Megjegyzések: a 001-es szektorban található, a Föderáció alapító tagja és központja
- GALORNDON CORE
  - Felvétel éve: 2161
  - Típusa: M
  - Megjegyzések: a bolygó híres a rengeteg atmoszferikus viharáról, amelyek lehetetlenné teszik az érzékelők használatát és a transzportálást, a bolygót a Föld erői a romulán háború (2156-60) idején foglalták el.
- GRAZER
  - Típusa: M
  - Ismert faj: grazerit
  - Megjegyzések: a Föderáció jelenlegi elnöke, Jaresh-Inyo innen származik
- INFERMA I
  - Típusa: M
  - Megjegyzések: 2373-ban ez a bolygó volt a ferengi Quark tárgyalásának színhelye
- KLAESTRON IV
  - Típusa: M
  - Rendszer: Klaestron
  - Ismert fajok: klaestron
  - Megjegyzések: a Föderáció legfüggetlenebb tagja, még Kardassziával is szövetséget kötött
- MINOS KORVA
  - Típusa: M
  - Megjegyzések: igen közel fekszik a Föderáció és Kardasszia határához, így a Domínium háborúban igen nehéz napokat kellett átélnie
- PELIAR ZEL
  - Típusa: M
  - Ismert faj: peliar
- PENTHARA IV
  - Típusa: M
  - Rendszer: Penthara
  - Megjegyzések: korábban a Föld egy kolóniája volt, ma már "független"
- RAMATIS III
  - Típusa: M
  - Rendszer: Ramatis
  - Ismert faj: ramatiai
  - Megjegyzések: a ramatiaik csak a Kóruson keresztül, egy telepatikus kapcsolat segítségével tudnak kommunikálni
- RIGEL V (Orionként is ismert)
  - Típusa: M
  - Rendszer: Beta Orionis (Rigelként is ismert)
  - Ismert faj: rigelliai
  - Megjegyzések: a Rigel rendszere a bűnözés galaktikus melegágyának is tekinthető
- RISA
  - Típusa: M
  - Rendszer: 2 csillag
  - Ismert faj: risiai
  - Megjegyzések: a Risa egy őserdővel borított bolygó, és a Föderáció polgárainak egyik kedvelt üdülőhelye
- SELAY
  - Felvétel éve: 2364
  - Típusa: M
  - Rendszer: Beta Renna
  - Ismert faj: selai
  - Megjegyzések: a selaiak hüllőszerű lények
- TELLAR
  - Felvétel éve: 2161 (alapító tag)
  - Típusa: M
  - Ismert faj: tellarita
  - Megjegyzések: a tellariták alacsony növésű, malacvonású, kötekedésre hajlamos faj
- TESSEN III
  - Típusa: M
  - Rendszer: Tessen
  - Ismert faj: tesseni
  - Megjegyzések: a Tesen rendszer a Pelloris Mezőről híres, amely egy nitrium gazdag aszteroidákból álló öv, és a nitrium paraziták lakhelyei
- TRILL
  - Típusa: M
  - Ismert faj: trill hordozók és szimbionták
  - Megjegyzések: a trillek egyesült lények, egy szimbionta és egy humanoid gazdatest egyesül
- TYRELLIA
  - Típusa: K
  - Ismert faj: tyrelliai
  - Megjegyzések: a bolygó az egyik olyan K típusú, amelyik fejlett életnek ad otthont
- VULKÁN
  - Felvétel éve: 2161 (alapító tag)
  - Típusa: M
  - Rendszer: Eridani A
  - Központ: ShirKahr
  - Ismert faj: vulkáni
  - Megjegyzések: a Vulkán a Föderáció alapító tagja, és viszonylag közel található a Földhöz, valószínűleg az 500.000 évvel ezelőtt a Sargon bolygón élt humanoidok leszármazottai. A vulkániak korábban igen vadak és szenvedélyesek voltak, de most már képesek minden érzelmet elfojtani, a romulánok a vulkániak rokonai
- ZAKDORN
  - Típusa: K
  - Ismert faj: zakdorn
  - Megjegyzések: a zakdornok agya hihetetlen stratégiai képességeket fejlesztett ki, számos zakdorn dolgozik a Csillagflotta taktikai központjának
- ZALDA
  - Típusa: M és N
  - Ismert faj: zalda
  - Megjegyzések: a bolygó egyes részei N típusú bolygóra utalnak, de a legnagyobb része M típusú

## Ismert fajok
8472-es faj
Andoriai
Bajori
Betazoid
Bolián
Borg
Breen
Elcserélt
Ferengi
Gömbépítők
Harogin
Jem'Hadar
Kardassziai
Kazon
Klingon
Ocampa
Pagh-démon
Próféta
Q
Romulán
Talaxiaiak
Trill
Vidiian
Vorta
Vulkáni
Xindi

## Föderációs történelem

### A 21. század
2002
A "Nomád" szonda elindulása a Földről. A szonda az első misszió az új életformák felkutatására. A "Nomád" később összeütközött egy idegen hajóval.
2009
Shaun Geoffrey Christopher vezette első sikeres emberi út a Szaturnuszhoz.
2018
Fejlődés a propulziós rendszerekben. Megszületik a Dax szimbionta.
2020
Az amerikai kormányzat létrehozza a Menedék körzeteket a munkanélkülieknek. A körzetek gyorsan elgettósodnak.
2024
Megkezdődnek a Bell-lázadások a 4. körzetben, San Franciscoban (nevüket egy hősi halottról, Gabriel Bellről kapták).
2030
Zephram Cochrane születése.
2033
Csatlakozik az USA-hoz az 52. állam.
2036
Az Új Egyesült Nemzetek Szervezete határozatot hoz, miszerint senki nem tartozik felelősséggel az elődei bűneiért.
2037
A NASA fellövi a Charybdis űrhajót, Steven Richey ezredes parancsnoksága alatt. A harmadik emberi próbálkozás a Naprendszeren kívüli kutatásokra. A hajó eltünik, és 2365-ben találják meg a Théta 116-os naprendszerben.
2040
A televízió megszűnik szórakoztatási forma lenni.
2053
A harmadik világháborúban 600 millió ember hal meg és csak kevés kormány marad fenn a Földön.
2063
Zephram Cochrane megteszi az emberiség első fénysebességnél gyorsabb utazását. A repülés eredményeként kerül sor a Kapcsolatfelvételre az emberek és vulkániak között.
2065
SS Valiant a galaxis szélének felderítése közben elveszik.
2067
Az Argelius II lakosai keresztülmennek "A Nagy Ébredésen". A Barátság-1 űrszonda indítása.
2069
Meghal a klingon császár. Nem neveznek ki örököst, mert a Klingon Nagytanács veszi át a birodalom irányítását.
2072
Az egyik sporocisztikus életforma, amelyik az okampákra vigyázott az elmúlt 500 generáció alatt, elmegy, és magával visz 2000 ocampát. A Q kontinuum bebörtönzi Quinnt, akit a Voyager fog kiszabadítani 2372-ben.
2079
A posztatomikus horror. A legális rendszer szerint mindenki bűnös, addig amíg nem bizonyítja ártatlanságát. Az ügyvédek népszerűtlenné válnak.
2082
Meghal Richey.

### A 22. és 23. század
2103
A Föld gyarmatosítja a Marsot.
2113
A Világ (egész bolygót átfogó) kormányzat megalakulása a Földön.
2117
Zephram Cochrane (már az Alpha Centauri lakosaként) elindul egy mélyűri utazásra, de eltűnik. Kényszerleszállást hajt végre egy légkörrel rendelkező aszteroidán ahol egy idegen entitás visszafordítja testének elöregedését, halhatatlansággal ruházva fel őt. Egyúttal azonban a lény szigorú felügyelete alá kerül, melyből csak 150 év múlva a legendás Kirk kapitány és barátai segítségével képes kitörni.
2123
SS Mariposa űrhajó kilövése. A hajó 2 kolonizáló csoportot visz a Ficus szektorba. Kolóniát alapítanak a Bringloid V-ön és a Mariposán, ahova az űrhajó lezuhan, és csak öt túlélő marad.
2145
A Borg felfedezi az Omega molekulát.
2150
Ausztrália utolsóként csatlakozik a Föld világkormányához.
2151
Megépül az NX-01 Enterprise. A klingonokkal történő kapcsolatfelvétel. (az Enterprise c. sorozat szerint)
2156
Megkezdődik a romulán háború.
2160
Véget ér a romulán háború. Megalakul az emberek és a romulánok által uralt űrt elválasztó Semleges Zóna.
2161
Megalakul a Bolygók Egyesült Föderációja.
2165
A Vulcanon megszületik Sarek. A Föderáció kolonizálja a Denevát.
2167
Az Archon űrhajó meglátogatja a Beta III bolygót a C-111 rendszerben. A hajót Landrau, a bolygókat vezérlő számítógépes rendszer elpusztítja.
2168
A Horizon meglátogatja a Sigma Iotia II-t, amely 100 fényévvel a föderációs űrön túl fekszik. Földi telepesek megalapítják a Moab IV kolóniát.
2169
Egy új típusú impulzus hajtóművet fejlesztenek ki.
2170
A Kavis Alfa neutroncsillag felrobban. A jelenség minden 196. évben megismétlődik.
2172
A bajori költő, Akorem Laan bolygóközi útra indul egy napvitorláson, és eltűnik a féregjáratban. A Gamma Kvadránsban a jem'hadar megfertőzi a Teplan-rendszer egyik bolygóját egy halálos vírussal.
2174
A krenim tudós, Annorax időhajójával igyekszik még erősebbé tenni birodalmát, de egy baleset során megsemmisíti a Kyana Egyen lévő helyőrséget a családjával együtt.
2196
Az utolsó Daedalus osztályú űrhajót is kivonják a szolgálatból.
2209
Az első transzporter pszichózis diagnosztizálása.
2218
A klingonokkal való kapcsolatfelvétel. A találkozó balul sül el, s ez évtizedes háborúskodáshoz vezet.
2219
Richard Daystrom születése.
2222
Montgomery Scott születése.
2224
Sybok, Spock féltestvérének születése.
2227
Leonard McCoy születése.
2230
Spock születése.
2233
James Tiberius Kirk születése.
2236
A Columbia űrhajó lezuhan a Talos IV-re. Vina az egyetlen túlélő.
2237
Spock telepatikus kapcsolata T'Pringgel. Hikaru Sulu születése.
2239
Nyota Uhura születése.
2242
A Donatu V csatája a Shermans bolygó közelében.
2243
Dr. Daystrom feltalálja a duotronikus számítógépet.
2245
Az NCC-1701 U.S.S. Enterprise elkészülése. Pavel Chekov születése.
2246
Kodos, a Hóhér Tarsus IV-en elrendeli a 4000 ember kivégzését. Kirk és Riley az esemény szemtanúi. Az áldozatok között van Hoshi Sato is.
2247
A Barátság-1 űrszonda eltűnése.
2249
Spock belép a Csillagflottába. Megszületik Charles Evans.
2250
Kirk belép az Akadémiára. Egy vulkáni tudományos küldetés jelentést ad egy szubtéri törésről a Hanoli-rendszerben. A vulkániak sikertelen kísérlete után törés elnyeli az egész rendszert. Kirk zászlós a USS Republicra kerül. Kirköt egy sikeres küldetés után kitüntetik Axenar Pálmalevelével.
2252
Spock az Enterprise-ra kerül Pike kapitány parancsnoksága alá.
2253
Spock végez az Akadémián.
2254
Kirk végez az Akadémián. Az USS Farragutra kerül Garrovick kapitány alá. Az Enterprise egy 18 évvel korábbi hívást fog a Talos IV-ről.
2255
2366-ig az utolsó találkozó a Föderáció és a Sheliak Testület között. Fegyverszüneti egyezmény aláírása.
2257
Kirk felfedez egy veszélyes vámpír felhőt a Tycho IV-en, miközben 200 ember – köztük a hajó kapitánya – meghal.
2261
Megszületik David Marcus, Carol Marcus és James Kirk fia. Kirk a fiút az anyjára hagyja.
2263
James Kirk-öt nevezik ki az Enterprise kapitányává. Childress, Gossett és Benton bányászok megkezdik a lítium kristály bányászatát a Rigel XII-ön.
2264
Megkezdődik a Kirk vezette Enterprise ötéves felderítő küldetése. Tuvok születése.
2265
Elizabeth Dehner pszichiáter csatlakozik az Enterprise legénységéhez. Az Enterprise behatol a Galaxis peremén lévő akadályba. A Borg elpusztítja Guinan szülőbolygóját.
2266
McCoy csatlakozik az Enterprisehoz. Az Enterprise felfedezi a Fesariust, egy űrhajót az Első Föderációból. Egy romulán hajó belép a Semleges Övezetbe és megtámad számos Föderációs határállomást. Az Enterprise elpusztítja a romulán hajót. Pike admirális súlyosan megsérül a Class J hajó fedélzetén, és tolószékbe kerül.
2267
Egy DY-100 osztályú csillaghajóra bukkannak, aminek fedélzetén több tucat halottat találnak. Hamarosan felfedezik, hogy ezek az 1996-ban eltünt genetikus kényurak. Az Enterprise felfed egy klingon összeesküvést, amely arra irányult, hogy megszerezzék a Sherman bolygó fejlesztési jogait. Az Enterprise a 2373-ból az időben visszaeső Defianttól is segítséget kap. Spockot parancsnokká léptetik elő. Az első kapcsolat a gornnal. Egy gorn hajó elpusztít egy megfigyelő állomást a Cestus III-on. Az Enterprise a Beta III-hoz megy, ahol Kirk elpusztítja a Landrut. Kitör a háború a Föderáció és a Klingon Birodalom között. A háború nem sokkal később véget ér az organiak zendülésével. Spock visszatér a Vulcanra, hogy átessen a Pon'farr-on. A romulánok, a klingonok, és a Föderáció kolóniát alapít a Nimbus III-on (a Galaktikus Béke Bolygója).
2268
Az Enterprise a Daystrom által tervezett M-5-ös számítógépet teszteli. A rendszer hibái miatt a Excalibur csillaghajó elpusztul. Az Enterprise behatol a romulán űrbe. Kirknek sikerül ellopnia egy romulán álcázó berendezést.
2269
Az Enterprise befejezi ötéves küldetését. Kirköt admirálissá léptetik elő.
2270
McCoy és Spock kilép a Csillagflottából.
2271
Az új Enterprise megállítja V'Ger-t. Klingon erők megnyerik a romulánokkak szemben a Klach D'kel Brakt melletti csatát.
2274
A Csillagflotta tudósai sikeresen szintetizálják az első Omega molekulát.
2277
Spock-ot kapitánnyá léptetik elő. McCoy parancsnok lesz. Chekov a Reliant legénységének tagja lesz. Az Enterprise-t visszavonják a szolgálatból, és a Csillagflotta Akadémia gyakorlóhajójává teszik.
2278
A USS Bozeman eltűnik.
2281
Saavik belép az Akadémiára. Kirk kilép a Csillagflottából.
2284
Kirk az Akadémia tanára lesz. Audrid Dax halála, a szimbionta Toriasba kerül. Carol Marcus bemutatja a Genezis tervet. Kirk visszatér a Csillagflottába.
2285
Dax Curzonba kerül. Khan Noonian Sing elfoglalja a Reliantot. Khan megpróbálja elrabolni a Genezist, de ezt Kirk megakadályozza. Spock meghal. Az Enterprise elpusztul, miközben megmentik Spock újraéledt testét a Genezis bolygóról.
2286
Az elrabolt klingon ragadozó madár visszatér 1986-ba, hogy visszahozzon 2 bálnát a jelenbe.
2290
Sulu-t kapitánnyá nevezik ki.
2292
A Klingon és a Romulán Birodalom közötti szövetség szétesik.
2293
Tuvok a USS Excelsiorra kerül, Sulu parancsnoksága alá. Kirk visszavonul. Az Enterprise-B elkészül. A hajó menekülteket ment meg a Lakulról. Kirk meghal, de a Nexusba kerül.
2294
Scotty visszavonul.

### A korai 24. század
2305
Jean Luc Picard születése.
2309
Kardasszia felajánlja segítségét az elmaradott és szegény Bajornak.
2311
A Föderáció aláírja az Algeron egyezményt, amelyben vállalja, hogy nem fejleszt ki álcázóberendezést.
2323
Picard-t felveszik az Akadémiára.
2324
Beverly Crusher születése.

### A 24. század közepe
2328
A Kardassziai Unió bekebelezi a Bajort, és megkezdődik a 40 évig tartó megszállás.
2329
A duotronikus áramköröket felváltják az izolineáris chipek.
2332
Benjamin Sisko születése.
2333
Picard lesz a Stargazer parancsnoka a kapitány halála után.
2335
William T. Riker, Geordi LaForge és Chakotay születése.
2338
A Tripoli csillaghajó megtalálja Data-t az Omicron Théta kolónián.
2340
Worf születése
2341
Jadzia születése. Data belép az Akadémiába.
2343
Kira Nerys születése.
2344
A USS Enterprise-C pusztulása a Narendra III klingon helyőrség védelme közben.
2345
Gul Dukat lesz a Bajor prefektusa.
2346
A romulánok megtámadják a Khitomer helyőrséget. A gyerek Worfot Sergei Rozhenko menti meg, aki adoptálja a klingont.
2348
Annika Hansen születése.
2349
Curzon Dax és Sisko első találkozása. Harry Kim születése.
2350
Sisko belép az Akadémiába.
2351
Chakotay belép az Akadémiába.
2353
Riker és LaForge belép az Akadémiába.
2355
Kira csatlakozik a bajori ellenálláshoz.
2363
Az Enterprise-D elkészül.
2364
Jean Luc Picard az Enterprise kapitánya. Találkozás Q-val. Jadzia belép a trill beavatási programba. A Borg elpusztít számos föderációs helyőrséget a romulán határ közelében. A romulánok megújítják kapcsolataikat a Föderációval.
2366
Egy Borg kocka elindul, hogy megtámadja a Föderációt. Picard kapitányt a Borg elfogja és asszimilálja. A Föderáció és Kardasszia békét köt.
2367
Csata Wolf 359-nél. Harminckilenc föderációs csillaghajó semmisül meg, és 11000 ember hal meg a csatában. Az Enterprise kiszabadítja Picard, és segítségével elpusztítja a Borg hajót. Gowron lesz a Klingon Nagytanács vezetője. A Duras család miatt kitör a klingon polgárháború. Worf kilép a Csillagflottából, és Gowron oldalán belép a háborúba.
2368
Miután felfedezik, hogy a romulánok támogatják a Duras családot, a Csillagflotta egy flottát küld a romulán-klingon határhoz. A flotta sikeresen megakadályozza a romulánok határátlépését. Gowron legyőzi a Duras családot, de Lursanak és B'Etornak sikerül elmenekülnie. Worf visszatér a Csillagflottához.
2369
Az Enterprise legyőzi a Devdia II-ön lévő idegeneket, akik visszaküldték Datat a 19. századba. Kardasszia kivonul a bajori rendszerből, elhagyva a Terok Nor nevű űrállomást is. A Bajori Ideiglenes Kormány felkéri a Csillagflottát, hogy vegye át az állomás irányítását. Benjamin Sisko parancsnokot nevezik ki az állomás élére. Nem sokkal később Sisko felfedez egy a Gamma Kvadránsba vezető féregjáratot a Denorios-övben. A féregjáratban lévő idegeneket sikerül meggyőzni, hogy engedélyezzék az áthaladó forgalmat. Egy Borg hajóra bukkannak a föderációs űrben. Kiderül, hogy a hajó a Borg kollektíva befolyása nélkül és Lore irányítása alatt működik. Lore kikapcsolja Data etikai alprogramjait, és ráveszi, hogy csatlakozzon hozzá.
2370
Dr. Beverly Crusher parancsnoksága alatt az Enterprise elpusztítja a Borg hajót. Lt. Commander LaForge visszaállítja Data alprogramjait. Data kikapcsolja Lore-t. A Domínium elpusztítja a USS Odyssey-t.
2371
A Gondviselő a Voyagert a Delta Kvadránsba viszi, 70000 fényévre az Alfa Kvadránstól. Dr. Tolian Soran elpusztítja az Amagosa-naprendszert. Az Enterprise-D elpusztul, miközben megakadályozzák, hogy Soran elpusztítsa a Veridian-rendszert.
2372
Az Enterprise-E elkészülte. Tom Paris az első ember, aki átlépi a 10-es fokozatot. Quinn miután kiszabadul börtönéből öngyilkosságot követ el. Ennek következményeként kitör a Q polgárháború. A kazonok elfoglalják a Voyagert.
2373
Paris és néhány talaxiai visszafoglalja a hajót. Seska meghal. Véget ér a Q polgárháború. A Borg megtámadja a Föderációt. A borg hajó elpusztul, de sikerül egy hajót visszaküldeniük 2063-ba, hogy asszimilálják a Földet. Az Enterprise követi a borg hajót, és megakadályozza azt a küldetésében. A Domínium megtámadja és elfoglalja a Deep Space Nine-t, amíg Csillagflotta és klingon erők a kardassziai űrben Domínium kikötőket pusztítanak el. Megkezdődik a Dominium-háború. A Voyager belekeveredik a Borg és a 8472-es faj közötti háborúba.
2374
A Voyager legyőzi a 8472-es fajt. Hétkilenced az Unimátrix-01 harmadrendű Borg dolgozója csatlakozik a Voyagerhez. Kes egy magasabb életformába lép át. Csillagflotta és klingon erők nagy győzelmet aratnak a Domínium felett a Halál Völgyében, és visszafoglalják a DS9-et. A romulánok belépnek a háborúba a Domínium ellen. Az első szövetséges támadás elfoglaja a Domíniumtól a Chin'Toka rendszert. Gul Dukat megöli Jadzia Dax-ot, és lezárja a féregjáratot.
2375
Sisko újra kinyitja a féregjáratot. A Voyager ellop egy transztértekercset a Borgtól. Hétkilenced a Borg fogságába kerül, de Janeway kapitány kiszabadítja. A Voyager 20000 fényévvel közelebb kerül az otthonához. A Breen a Domínium szövetségese lesz. Egy brenn flotta megtámadja a Földet, elpusztítja a Csillagflotta főhadiszállását. A breenek súlyos veszteségeket szenvednek a támadás során. A Chin'Toka rendszert a Domínium visszaszerzi. A USS Defiant elpusztul a csata közben. A kardassziaiak fellázadnak a Domínium ellen. A kardassziaiak átállnak, és a szövetség legyőzi a domíniumi és breen erőket. A Domínium megadja magát. Sisko csatlakozik a Prófétákhoz a féregjáratban. Odo visszatér a Láncba. A Voyager felfedezi a USS Equinox-ot a Delta Kvadránsban.
2376
Barclaynak sikerül kapcsolatba lépni a Voyagerrel. Négy borg gyerek kerül a hajó fedélzetére. Az Unimátrix Zéró megsemmisül, de a korábbi lakói visszakapják egyéniségüket, és egy ellenállást hoznak létre.
2377
A Voyager egy ősi klingon hajóra bukkan a Delta Kvadránsban. Neelix elhagyja a Voyagert. A jövőből jött Janeway admirális segítségével a Voyager visszatér a Földre.

### Lehetséges jövő
26. század
Háború a Föderáció és a Gömbépítők között. A konfliktusban a Klingonok és a Xindik is részt vesznek föderációs szövetségesként. Az eseménynek tanúja Jonathan Archer, a 22. századi Enterprise kapitánya, aki egy időutazó ügynök által került ebbe a századba, hogy megértse: a jövő is tartogat veszélyeket.
Archer kapitány azonban véget vet a gömbépítők konspirációjának amikor megsemmisítik a 42-es Gömböt, és vele a Gömbépítők által átalakított tér is visszaalakul természetes állapotának.
29. század
A különböző sorozatokban több utalás is van erről a századról, melyben a kutatók az űr helyett az időt vizsgálják, illetve őrzik a tér-idő kontínuum épségét. Az időhajók alkalmazása. Egy baleset során egy időhajó balesetet szenved 1967-ben, Californiában. A roncsokat Henry Starling találja meg, aki azokat és a technológiát felhasználva alapítja meg a Chronowerx-et.